# Carole Skinner
Carole Skinner, född 8 maj 1944, är en australisk skådespelare. Hon är bland annat känd för rollen som den ondskefulla internen Nola McKenzie i TV-serien Kvinnofängelset. McKenzie blir "top dog" bland fångarna, men dödas av Bea Smith, spelad av Val Lehman. Skinner har även medverkat i Sons and Daughters, Grannar och Doktorn kan komma.